# Vadal Peterson
Vadal Peterson (Huntsville, 2 maggio 1892 – Salt Lake City, 1º settembre 1976) è stato un allenatore di pallacanestro statunitense.

## Carriera
Ha guidato la University of Utah dal 1927 al 1953, vincendo il Torneo di pallacanestro maschile NCAA Division I 1944 e il National Invitation Tournament 1947. Fu il primo allenatore della storia a vincere sia il titolo NCAA, sia quello del NIT.

## Palmarès
- Campione NCAA (1944)
- Campione NIT (1947)